# Craniolaria integrifolia
Craniolaria integrifolia är en martyniaväxtart som beskrevs av Adelbert von Chamisso. Craniolaria integrifolia ingår i släktet Craniolaria och familjen martyniaväxter. Inga underarter finns listade i Catalogue of Life.